# Tephritopyrgota abjecta
Tephritopyrgota abjecta är en tvåvingeart som först beskrevs av Adams 1905.  Tephritopyrgota abjecta ingår i släktet Tephritopyrgota och familjen Pyrgotidae.
Artens utbredningsområde är Zimbabwe. Inga underarter finns listade i Catalogue of Life.